# Coupe de l'EHF masculine 1997-1998
Navigation
Coupe de l'EHF 1996-1997 Coupe de l'EHF 1998-1999
La Coupe de l'EHF 1997-1998 est la 17e édition de la Coupe de l'EHF masculine.
Organisée par la Fédération européenne de handball (EHF), la compétition est ouverte à 33 clubs de handball d'associations membres de l'EHF. Ces clubs sont qualifiés en fonction de leurs résultats dans leur pays d'origine lors de la saison 1996-1997.
Elle est remportée par le club allemand du THW Kiel, vainqueur en finale du tenant du titre, un autre club allemand, le SG Flensburg-Handewitt,.

## Résultats

### Premier tour
| Club             | Aller   | Total   | Retour  | Club         |
| ---------------- | ------- | ------- | ------- | ------------ |
| HC Kehra Tallinn | 22 – 20 | 46 – 48 | 24 – 28 | Lūšis Kaunas |

### Seizièmes de finale
| Club                       | Aller   | Total   | Retour  | Club                 |
| -------------------------- | ------- | ------- | ------- | -------------------- |
| HC La Fraternelle Esch     | 24 – 38 | 40 – 75 | 16 – 37 | Dunaferr HK          |
| Maccabi Rehovot            | 27 – 26 | 55 – 60 | 28 – 34 | Iskra Kielce         |
| Pallamano Modène           | 28 – 20 | 48 – 46 | 20 – 26 | Beşiktaş Istanbul    |
| RK Split                   | 54 – 24 | 91 – 49 | 37 – 25 | SKA Minsk            |
| Svitotekhnik-Kolos Brovary | 25 – 20 | 43 – 44 | 18 – 24 | HSG Bärnbach/Köflach |
| Lūšis Kaunas               | 21 – 28 | 41 – 54 | 20 – 36 | Agro VTJ Topoľčany   |
| RK Slovenj Gradec          | 42 – 14 | 82 – 29 | 40 – 15 | Intercollege Nicosie |
| Ajax Copenhague            | 23 – 25 | 42 – 45 | 19 – 20 | Sandefjord TIF       |
| HC Baník Karviná           | 33 – 19 | 64 – 43 | 31 – 24 | AC Xini Athènes      |
| RK Lovćen Cetinje          | 25 – 20 | 42 – 45 | 17 – 25 | Minaur Baia Mare     |
| CSKA Moscou                | 26 – 23 | 57 – 51 | 29 – 28 | ZMC Amicitia Zurich  |
| Union beynoise             | 24 – 21 | 41 – 52 | 17 – 31 | Thrifty Aalsmeer     |
| BM Valladolid              | 34 – 29 | 59 – 58 | 25 – 29 | HK Drott Halmstad    |
| RK Pelister Bitola         | 46 – 28 | 83 – 49 | 37 – 21 | Spodriba HSK Dobele  |
| SG Flensburg-Handewitt     | 28 – 25 | 49 – 46 | 21 – 21 | Montpellier Handball |
| THW Kiel                   | 35 – 23 | 56 – 54 | 21 – 31 | FC Porto             |

### Huitièmes de finale
| Club               | Aller   | Total    | Retour  | Club                   |
| ------------------ | ------- | -------- | ------- | ---------------------- |
| Dunaferr HK        | 24 – 23 | 45 – 49  | 21 – 26 | THW Kiel               |
| Iskra Kielce       | 32 – 15 | 65 – 41  | 33 – 26 | Pallamano Modène       |
| RK Split           | 32 – 24 | 48 – 43  | 16 – 19 | HSG Bärnbach/Köflach   |
| Agro VTJ Topoľčany | 28 – 19 | 46 – 43  | 18 – 24 | RK Slovenj Gradec      |
| HC Baník Karviná   | 24 – 19 | 45* – 45 | 21 – 26 | Sandefjord TIF         |
| Minaur Baia Mare   | 29 – 22 | 50 – 57  | 21 – 35 | CSKA Moscou            |
| Theifty Aalsmeer   | 30 – 29 | 48 – 63  | 18 – 34 | BM Valladolid          |
| RK Pelister Bitola | 27 – 24 | 48 – 55  | 21 – 31 | SG Flensburg-Handewitt |

### Quarts de finale
| Club             | Aller   | Total   | Retour  | Club                   |
| ---------------- | ------- | ------- | ------- | ---------------------- |
| Iskra Kielce     | 28 – 27 | 54 – 58 | 26 – 31 | THW Kiel               |
| RK Split         | 32 – 22 | 57 – 53 | 25 – 31 | Agro VTJ Topoľčany     |
| HC Baník Karviná | 29 – 23 | 49 – 53 | 20 – 30 | CSKA Moscou            |
| BM Valladolid    | 30 – 28 | 56 – 60 | 26 – 32 | SG Flensburg-Handewitt |

### Demi-finales
| Club        | Aller   | Total   | Retour  | Club                   |
| ----------- | ------- | ------- | ------- | ---------------------- |
| THW Kiel    | 29 – 26 | 57 – 49 | 28 – 23 | RK Split               |
| CSKA Moscou | 24 – 30 | 46 – 58 | 22 – 28 | SG Flensburg-Handewitt |

### Finale
| Club                   | Aller   | Total   | Retour  | Club     |
| ---------------------- | ------- | ------- | ------- | -------- |
| SG Flensburg-Handewitt | 25 – 23 | 46 – 49 | 21 – 26 | THW Kiel |

Finale aller
| 18 avril 1998 20h40 | SG Flensburg-Handewitt | 25 – 23  | THW Kiel            | Fördehalle, Flensbourg Affluence : 4 000 Arbitrage : Vujnović, Vladinić |
| 18 avril 1998 20h40 | Matthias Hahn(8)       | (12 – 9) | Knorr et Olsson (5) | Fördehalle, Flensbourg Affluence : 4 000 Arbitrage : Vujnović, Vladinić |
| 18 avril 1998 20h40 | ×5                     | Rapport  | ×3 ×1               | Fördehalle, Flensbourg Affluence : 4 000 Arbitrage : Vujnović, Vladinić |

- SG Flensburg-Handewitt (25): Holpert, Bulei ; Hagen (1), Bjerre  (1), Fegter  (1), Momsen, Lache, Hjermind (3), Hahn  (8), Mau, Leidreiter (3), Jørgensen   (4), Christiansen (3 dont 2 sur jet de 7m), Schneider (1). Entraîneur : Anders Dahl-Nielsen
- THW Kiel (23): Stojanović (60 min), Krieter (seulement entré sur un jet de 7m) ; Wislander (2), Siemens, Schwenke  (1), Menzel (2), Peruničić (4), Petersen , Knorr (5), Schmidt (1 dont 1 sur jet de 7m), Scheffler (1), Olsson (5), ?  . Entraîneur : Zvonimir Serdarušić

Finale retour
| 22 avril 1998 20h30 | THW Kiel            | 26 – 21  | SG Flensburg-Handewitt | Ostseehalle, Kiel Affluence : 7 250 Arbitrage : Nachevski, Nachevski |
| 22 avril 1998 20h30 | Nenad Peruničić (7) | (16 – 9) | Lars Christiansen (4)  | Ostseehalle, Kiel Affluence : 7 250 Arbitrage : Nachevski, Nachevski |
| 22 avril 1998 20h30 | ×6                  | Rapport  | ×6 ×1                  | Ostseehalle, Kiel Affluence : 7 250 Arbitrage : Nachevski, Nachevski |

- THW Kiel (26): Stojanović (1-58e min), Krieter (58-60e min) ; Wislander  (2), Siemens   (1), Schwenke (1), Menzel (3), Peruničić  (7), Petersen , Knorr (5), Schmidt, Scheffler  (4), Olsson (3). Entraîneur : Zvonimir Serdarušić
- SG Flensburg-Handewitt (21): Holpert (1-36e min), Bulei (36-60e min) ; Hagen  (1), Bjerre  (3), Fegter (3), Momsen, Hjermind (3), Hahn  (2), Mau, Leidreiter (1), Jørgensen     (2), Christiansen (4), Schneider, ? (2). Entraîneur : Anders Dahl-Nielsen